# Майкъл Джексън
Майкъл Джозеф Джексън (друго произношение Майкъл Джаксън) (на английски: Michael Joseph Jackson), познат също като Краля на попа, е американски певец, автор на песни, продуцент, танцьор, хореограф, актьор и бизнесмен.
Той е сред най-известните певци в света, а албумът му Thriller (1982 г.) е продаден в над 110 милиона копия, което го прави най-продаваният музикален албум в историята. Държи рекорд в историята на музиката за най-много спечелени в една година (1984 г.) статуетки от наградите Грами – 8 на брой за албума си Thriller. Въвежда в музикалната индустрия така наречените short films – клипове истории, каквито са Thriller, Bad, Remember the Time, You Rock My World, Ghosts.
Неговият типичен и извънредно характерен глас, както и маниерът му на танцуване и звукът като цяло, оказват силно влияние на много съвременни хип-хоп, поп и R&B творци. Майкъл Джексън също така е и хуманист, който чрез своята фондация Heal the World Foundation прави милиони долари дарения на различни организации, особено тези, свързани с подпомагане на изпаднали в нужда деца – гладуващи, болни или нямащи достъп до образование.
Животът му е свързан с много противоречиви и странни събития, най-очевидното от които е промяната във физическия му облик, която най-вече се дължи на болестта му, която отнема меланина от кожата му, за която споделя в интервюто си с Опра Уинфри. Той е женен два пъти и има 3 деца – една дъщеря и двама сина. Майкъл е един от малцината, които са включени в Рокендрол залата на славата два пъти. Той е вписан в книгата на световните рекорди на Гинес – общо с 15 награди „Грами“ и 17 номер едно сингли. През юли 2009 г. в Англия е планирано турне с 50 негови концерта, за които билетите са разпродадени. Майкъл Джексън умира само седмици преди началото на турнето, на 25 юни 2009 г., след спиране на сърдечната му дейност. Преди смъртта на Джексън са били предписани лекарствата пропофол и лоразепам. Личният му лекар е обвинен и признат за виновен за непредумишлено убийство. Смъртта на Майкъл Джексън предизвиква международна вълна на скръб и милиони зрители наблюдават на живо по телевизията неговата възпоменателна церемония.

## Биография и творческа кариера

### Детство иThe Jackson 5
Майкъл Джозеф Джексън е роден в Гери, Индиана, САЩ. Той е седмото от общо девет деца на фамилията Джексън. Освен него, в семейството му има още три момичета и пет момчета. Баща му Джозеф (Джо) Джексън, стоманолеяр, подтиква децата си да пеят от много рано. През 1993 г. Майкъл Джексън за първи път разказва за физическия и емоционален тормоз, на който е подложен като дете от страна на баща си, в интервю с Опра Уинфри. Братята му Джаки, Тито и Джърмейн сформират групата The Jackson Brothers. През 1964 г. Майкъл и Марлон се присъединяват към нея и я прекръстват на The Jackson 5, a още по-късно – на The Jacksons. В периода 1966 – 1968 г. често свирят в стриптийз клубове и други нощни заведения. През 1968 г. подписват първия си договор с Motown Records и записват песните I want you back, ABC, The Love You Save и I'll Be There. Всички те достигат до номер едно в класациите на Billboard Hot 100. Списанието Rolling Stone нарича Майкъл Джексън гений с невероятна музикална дарба. През 1971 г. албумите им са най-купуваните в САЩ. Братята записват 4 албума, но към края на 1973 г. продажбите намаляват и през 1975 г. те напускат Motown Records.

### Соло кариера иOff the Wall
През 1975 г. подписват нов договор, този път със CBS Records (по-късно Sony Music Entertainment) и Epic Records. От 1976 до 1984 г. издават още 6 албума. През 1979 г. The Jacksons бият всички рекорди с албума си Triumph.
Израстването на Майкъл: на 7 години става солист на състава, по-късно започва да пише много от хитовете на групата, на 11 години той вече е звезда, а на 20 решава да започне соло кариера.
През 1978 г. Джексън играе с Даяна Рос във филма The Wiz в ролята на Плашилото. Там започва партньорството му с Куинси Джоунс, който се съгласява да издаде първия му соло албум Off the wall, който излиза през следващата, 1979 г., и се продава в около 20 милиона копия в цял свят.
Хитовете от този албум са Don't Stop 'Til You Get Enough и Rock with You. Майкъл печели 3 награди на American Music Award в категорията „най-добър R&B изпълнител“, „най-добър R&B албум“ и „най-добър R&B сингъл“ и „Грами“ в категорията „най-добър R&B изпълнител“. Въпреки огромния успех за първи албум, той счита, че това не е достатъчно и обещава още по-голям успех със следващия си албум.
През същата година Майкъл Джексън чупи носа си при сложен танцов елемент. Първата пластична операция не е съвсем успешна, той се оплаква от проблеми с дишането и се налагат още няколко операции. Това е първата видима промяна, когато носът му става по-тесен.

### Thriller, Motown 25, We Are the World
През декември 1982 г. излиза албумът Thriller. Той съдържа хитове като Billie Jean, Beat it, The girl is mine и Say, Say, Say (последните две в дует с Пол Маккартни). Това е най-продаваният албум в историята на музиката. Той печели на Майкъл 8 награди „Грами“, задържа се на номер едно в класациите в продължение на 37 седмици, а измежду първите 10 места – в продължение на 80 седмици. Оттогава нататък се ражда „Джексън-манията“.
На 25 март 1983 г., по време на честването на 25-годишен юбилей на Мотаун (Motown 25: Yesterday, Today, Forever) Джексън изпълнява на живо по телевизията Billie Jean. По време на изпълнението си той за първи път демонстрира танцова стъпка, която по-късно става негова запазена марка – лунната походка (the moonwalk). По време на заснемане на реклама на Пепси кола на 27 януари 1984 г., косата му се запалва и той получава изгаряния на главата от втора степен. Налага се нова пластична операция, след която видът му се променя отново. На 14 май 1984 г. е поканен в Белия дом, за да получи награда от президента Роналд Рейгън. През същата година Thriller му носи нова награда „Грами“ и още една през следващата година.
През 1985 г. написва заедно с Лайнъл Ричи песента We are the world (Ние сме светът). Тази песен е изпълнявана от него и още 39 известни музикални изпълнители, между които Даяна Рос, Лайнъл Ричи, Боб Дилън, Уили Нелсън и други. Тя става световен хит и приходите от нея (около 20 милиона долара) отиват във фонда за гладуващите в Африка.
През 1985 г. Майкъл е героят на филма „Капитан ЕО“ (Captain EO). Това е 3-D филм, космическа опера със специални ефекти, режисьор на който е Франсис Форд Копола.

### Bad, световно турне, автобиография, Невърленд
В края на 1987 г., 5 години след Thriller, Майкъл издава седмия си самостоятелен албум Bad с песните Bad, Liberian girl, Leave me alone, I just can’t stop loving you, Man in the mirror, Smooth criminal, The way you make me feel, Speed demon, Dirty Diana и Another part of me. Същата година организира световното турне Bad, което започва на 12 септември 1987 г. и завършва на 14 януари 1989 г. По време на турнето Джексън чупи няколко рекорда на Гинес: за 7 концерта в Лондон на стадион Уембли той събира 504 000 зрители; изнася 123 концерта общо пред 4,4 милиона зрители по света; доходите от турнето са 125 милиона долара. Само в Япония 570 000 души посещават концертите. Майкъл Джексън кани деца безплатно на концертите си и дарява огромни суми на болници, домове за сираци и други.
През 1988 г. издава автобиографията си Moon Walk (Лунна походка). В нея той разказва за психическия и физически тормоз като дете, за турнетата с братята си с The Jackson 5, както и за пластичните си операции. В България тази книга е издадена през 1990 г. под името „Лунна разходка“. Той също така участва във филма Moonwalker с Джо Пеши.
Майкъл създава така наречените short-films (минифилми) – към Thriller, Bad, Smooth Criminal и други. 18-минутното музикално видео Bad, режисирано от Мартин Скорсезе, показва нови ефекти и хореография. В това видео той за първи път докосва гърдите си и се хваща между краката. Тези жестове със сексуален оттенък предизвикват смесени чувства и доста противоречия. В това видео участва Уесли Снайпс. Друго музикално видео, това на Liberian girl, събира едни от най-добрите актьори – Упи Голдбърг, Джон Траволта, Оливия Нютън-Джон, Розана Аркет и Стивън Спилбърг. За видеото Smooth Criminal Джексън използва нова техника в танца и нововъведението The Lean (наклон), за което му е издаден патент № 5255452.
През март 1988 г. закупува земя в Санта Инес, Калифорния, окръг Санта Барбара и построява ранчото Невърленд (Neverland Ranch, наречено на острова в приказката за Питър Пан), което струва 17 милиона долара и покрива площ от 11 km². На територията му се намира виенско колело, зоологическа градина, кино театър, въртележка и други развлекателни и увеселителни съоръжения. Стойността му през 2003 г. е оценена на 100 милиона долара. Днес този парк не съществува, а ранчото е закупено от голф-магнат.
Доходите му през 1989 г. са оценени на $125 милиона. През същата година Майкъл Джексън получава титлата Крал на попа. Така го нарича неговата добра приятелка Елизабет Тейлър, когато му връчва наградата „Артист на десетилетието“. Нейните точни думи са „истинският крал на поп, рокендрол и соул-музиката“. Президентът Джордж Х. У. Буш също му връчва специална награда – „Артист на десетилетието“. Въпреки че видеото Leave Me Alone никога не е официално пускано в САЩ, то е номинирано за 4 Music Video Awards и печели 3 от тях, а през 1990 г. печели и „Грами“. Той продължава да дарява големи суми на различни организации.
По време на 1980-те външният вид на Майкъл Джоузеф Джексън се променя значително. В началото на десетилетието той отслабва значително, предимно поради специална диета, предназначена да го поддържа във форма, необходима за изтощителните танци. Също така кожата му постепенно започва да избледнява. Той се подлага и на още пластични операции. Около средата на 1980-те е диагностициран с витилиго и лупус. Лечението, което прилага, за да ги лекува, изсветлява кожата му още повече и той става изключително чувствителен към слънчевата светлина. Майкъл използва много грим, за да прикрива петната. Лекари и негови близки твърдят, че често е имал световъртеж и най-вероятно е страдал и от някои психологични разстройства.
През това десетилетие жълтата преса разпространява всякакви слухове за него – това, че спи в кислородна камера, че иска да купи останките на човека-слон или че избелва кожата си. Тези странни истории му печелят прякора Wacko Jacko (приблизително преведено „Откаченият Джако“), който той дълбоко презира.

### Dangerousи скандали
През ноември 1991 г. излиза албумът Dangerous, в който се съдържат хитовете Jam, In the closet, Remember the time, Will you be there, Who is it, Heal the World, Black or White и Give In To Me. Майкъл продължава практиката с минифилмите-истории. С музикалното видео Black or White през ноември 1991 г. той разкрива на публиката нова компютърна техника, благодарение на която лицето на един човек може да се промени до неузнаваемост, в което се съдържа също и послание за обединение на нациите и расите. В клипа участва Маколи Кълкин. В друго видео, Remember the time, участва Еди Мърфи, а в In the closet – Наоми Кембъл.
През 1992 г. той основава Heal the World Foundation, фондация с цел подпомагане на нуждаещи се деца по света. Световното турне Dangerous започва на 27 юни 1992 г. и приключва на 11 ноември 1993 г., като събира общо 3,5 милиона зрители на 67 концерта. Голяма част от приходите отиват отново за дарения.
На 24 февруари 1993 г., на 35-ата церемония по връчването на „Грами“, Майкъл получава наградата „Жива легенда“ пред 1,2 милиарда зрители по телевизионните екрани.
Майкъл Джексън е обвинен в сексуално насилие над 13-годишно момче, Джордан Чандлър. Неговият баща, Еван Чандлър, заплашва, че ще разруши кариерата на Майкъл. Започва официално разследване, претърсване на Невърленд, но тъй като не са намерени доказателства, обвиненията срещу него са свалени. Той прави официално заявление по телевизията за своята невинност. Извън съда, на 1 януари 1994 г. Джексън заплаща 22 милиона долара на семейство Чандлър.
Вследствие на стреса и емоционалните преживявания покрай тези скандали Майкъл започва да взима болкоуспокояващи като диазепам, алпразолам и ативан, което води до пристрастяване. Здравето му значително се влошава и той постъпва в рехабилитационен център за няколко месеца. Той също така отслабва значително. Репутацията му значително страда от обвиненията.

### HIStory
В 1995 г. излиза крайно амбициозният албум HIStory: Past, Present and Future — Book I – двоен албум, който съдържа 15 нови песни и най-големите хитове. От него е песента Scream – дует със сестра му Джанет Джексън, която по това време самата вече е звезда. Видеоклипът на тази песен съдържа футуристични елементи, заснет е черно-бял и струва 7 милиона долара, рекорд, който остава ненадминат и до днес.
Албумът веднага достига номер едно в класациите, много от песните излизат и като сингли – Stranger in Moscow, Earth Song, You Are Not Alone, They don’t care about us, Scream, Come together. В клипа на You Are Not Alone Майкъл се появява с тогавашната си съпруга Лиса Мари Пресли.
През 1997 г. издава Blood on the dance floor, който включва ремикси на песните от албума HIStory и 5 нови песни (Blood on the dance floor, Is it scary, Ghosts, Superfly sister, Morphine). Малко по-късно излиза филмът Ghosts, който включва песните Is it scary, Ghosts и 2 Bad, като сценарият е написан от Майкъл Джексън и Стивън Кинг.

### Invincible
Invincible излиза през октомври 2001 г. и включва хитове като You rock my world, Cry („Плачи“), Butterflies („Пеперуди“), Lost Children. През същата година Майкъл създава песента What more can I give – новата му благотворителна акция. Потресен от ужасяващите терористични атаки срещу САЩ, още на следващия ден той се обажда на някои свои колеги с поканата да се включат в новия му благотворителен сингъл. В този проект участват много известни артисти, сред които Марая Кери, Бионсе Ноулс, Анастейша, Селин Дион, Рики Мартин. „В момента най-важното за мен е да видя отново усмивки по лицата на тези хора, които загубиха толкова много ... Песента е като молитва, която повтаряш непрекъснато. Трябва ни мир, разбирателство, любов и единство. Бих искал целият свят да запее тази песен заедно с мен!“ казва Майкъл седмица по-късно, видимо разтресен от трагедията.
През юни 2005 г. певецът е признат за напълно невинен по обвинения за злоупотреба с малолетен. След процеса, през септември заминава за Бахрейн, където остава до края на 2005 г. В началото на 2006 г. заминава за Италия, след което работи по новия си албум в студио в Лас Вегас.

### Личен живот
Майкъл има два брака. На 26 май 1994 г. той се жени за Лиса Мари Пресли, дъщерята на Елвис Пресли. Осемнадесет месеца по-късно те се развеждат (19 януари 1996 г.). На 14 ноември същата година изненадващо се жени за медицинската сестра Деби Роу. Развеждат се през октомври 1999 г. Този брак позволява на Майкъл да стане баща на малкия Принс Майкъл Джуниър, роден на 13 февруари 1997 г. и Перис-Майкъл Катрин, родена на 3 април 1998 г.
През 2002 г. е родено и третото дете на Майкъл, Принс Майкъл Джексън II (с прякор „Бланкит“ – blanket, букв. покривало). Майката остава неизвестна, но Майкъл съобщава, че детето е резултат от изкуствено осеменяване на сурогатна майка. През ноември същата година Майкъл показва на феновете си своето новородено дете от балкона на хотелската си стая в Берлин. Докато държи в дясната си ръка детето, чието лице е покрито с покривало, той провесва бебето набързо над парапета на балкона, който е на четвъртия етаж на хотела. Това предизвиква широка негативна реакция в медиите, а по-късно Джексън се извинява за случката, като я нарича „ужасна грешка“.
Състоянието му през 2003 г. е 4,5 милиарда долара, което го прави най-скъпоплатеният музикант в историята на шоу-бизнеса.
През 2008 г. се появяват слух, че Майкъл Джексън има намерение да приеме исляма за своя религия . Подобни слухове се появяват още през 2005 г., но това никога не става факт.

### Смърт и след нея
Майкъл Джексън губи съзнание и припада в къщата, която е наел на улица 100 North Carolwood Drive в Лос Анджелис, Калифорния. Съществува предположение, че около час преди това е инжектиран с демерол, обезболяващо лекарство, към което е пристрастен от 20 години. Неговият личен лекар, доктор Конрад Мъри, се опитва да го върне в съзнание, прилага изкуствено дишане, но безуспешно. Повикана е бърза помощ в 12:21 часа местно време (19:21 UTC) на 25 юни 2009 г., която пристига 3 минути по-късно. Майкъл Джексън не диша и сърцето му е спряло да бие. Пристигналите медицински лица искат да го обявят официално за починал, но личният му доктор настоява да бъде откаран в болница. Навършилият 50 години през 2008 г. Крал на попа е откаран до болницата „Роналд Рейган“ към Калифорнийския университет в Лос Анджелис, където докторите се опитват да го върнат безуспешно към живот в продължение на 1 час. Смъртта му е обявена официално в 14:26 ч. (21:26 UTC, 00:26 ч. на 26 юни българско време) на 25 юни 2009 г. Тялото му е пренесено с хеликоптер до моргата, където е извършена аутопсия на 26 юни 2009 г. Също така полицията започва разследване по обстоятелствата на неговата смърт. Причината за смъртта е остро отравяне с пропофол. В тялото на Джексън са намерени мидазолам, диазепам, лидокаин и ефедрин. Съдебният лекар обявява официално смъртта му за смърт поради убийство. Започва дело срещу личния лекар на Майкъл Джексън, Конрад Мъри, който е обвинен в непредумишлено убийство и намерен за виновен.
Милиони негови почитатели по цял свят скърбят, носят цветя, пеят негови песни на всички места, свързани с неговото име – семейната къща в Енсино, Калифорния, пред театър Аполо в Ню Йорк, Мотаун в Детройт, на неговата звезда на Алеята на славата и на хиляди други места по света. Много телевизионни станции и най-вече MTV започват да излъчват неговите клипове веднага след неговата смърт. Много интернет страници като Youtube, MySpace, Facebook, Twitter са буквално наводнени от съобщения и изказване на съболезнования. На онлайн-магазините iTunes и Amazon неговите албуми много бързо се нареждат на първите 10 места по продажби.
Джеси Джексън съобщава по телевизията на 27 юни 2009 г., че за последните 2 дни 12 души са се самоубили и приканва неговите почитатели да не се отчайват и да почетат паметта му с музиката, която Майкъл създава. Именно това правят затворници на остров Себу във Филипините – 1500 души с помощта на професионален хореограф танцуват под звуците на Thriller (нещо, което правят за първи път през 2007 г.), но сега към него прибавят и нов номер, за да почетат краля на попа – под звуците на I will be there и We are the world.
Вероятно е да съществуват над 100 песни на Майкъл Джексън, завещани на децата му, които не са записани и ще бъдат най-вероятно издадени след неговата смърт. Също така AEG има запис на репетициите за неговото последно неосъществено турне This is it, които смята да издаде на DVD.
Въпреки плановете на семейството Майкъл Джексън да бъде погребан в неговото ранчо – Невърленд, поради законови пречки прощаването е проведено на 7 юли 2009 г. в залата Staples Center, Лос Анджелис, Калифорния, където Джексън излиза на сцена за последен път за репетициите на предстоящото си турне.
Междувременно майката на Майкъл Джексън, Катрин, подава документи в съда с искане да ѝ бъде дадено попечителство над децата на сина ѝ, така също и контрол върху неговото имущество.
На 29 август 2009 г., на първия рожден ден на Майкъл след неговата смърт, на няколко места по света се провеждат чествания. В Ню Йорк режисьорът и сценаристът Спайк Лий организира голямо празненство за рождения му ден. Боливуд също отдава почест и отбелязва рождения ден на починалия певец. Навсякъде по света, в много различни градове, почитателите на Майкъл Джексън отбелязват неговия рожден ден (Michael Jackson Flash Mob).
Погребението, което предварително е планирано за 29 август, е отложено за 3 септември. По-късно, през октомври, излизат и официалните данни от аутопсията. Оказва се, че Майкъл Джексън е в сравнително добро здраве за годините си в дните преди неговата смърт. Вътрешните му органи функционират нормално и в организма му не са намерени други вещества, освен предписаните от доктор Конрад Мъри. Единствените проблеми, които певецът е имал, са свързани с артрит. На 28 октомври 2009 г. се състои премиерата на документалния филм This is it, направен по време на репетициите за несъстоялото се едноименно турне. На 31 януари 2010 г. Майкъл Джексън получава награда „Грами“ за цялостната си дейност. От негово име наградата приемат неговите деца – Принс и Парис.

## Интересни факти
1. Майкъл построява лунапарк в ранчото си Невърленд (кръстено на едноименното място от приказката за Питър Пан) в Калифорния – в него има действащо влакче, виенско колело, водни пързалки, зоологическа градина и други. Той кани в него болни или бедни деца, които иначе не биха имали възможност да посетят такива развлечения. Влакът е построен така, че на него да могат да се качват легла за много болните деца.
2. Неговото имущество през 2007 г. е изчислено на $3236 милиона долара[29]
3. Певецът е продал повече от 800 милиона копия по цял свят, по информация на книгата „Рекордите на Гинес“, за което получава и наградата през 2006 г.
4. Снима се с всички полицаи по местата, които посещава
5. Става крал на едно малко селце в Африка
6. През 2009 г. разпродава всичките си 50 концерта, предвидени в европейското му турне This is it в Лондон за изключително кратко време, което е нов рекорд за най-бързо разпродадени концерти.
7. През 2024 г. е заснет игралният биографичен филм „Майкъл“. В главна роля е един от племенниците на покойния певец, Джафар Джексън. Режисьор на филма е Антоан Фукуа, а продуцент Греъм Кинг (известен с „Бохемска рапсодия“). Лентата се очаква да излезе по кината в Съединените щати на 18 април 2025 г.

### Характерни черти
1. Лунната походка (Moonwalk) – показана за първи път във филма „Лунен пътешественик“
2. Наклонът (The Lean), още известен като Antigravity и е от същия филм; в клипа танцьорите носят колани с метални въжета, закрепени за пода, а по време на концерти ефектът се постига със специални обувки, заключващи се за сцената.
3. Псевдо-военното облекло в някои клипове.
4. Бялата диамантена ръкавица.
5. Винаги носи бели чорапи и черни обувки.
6. Тънък глас.

## Дискография

### Студийни албуми
- 1972 – Got To Be There
- 1972 – Ben
- 1973 – Music & Me
- 1975 – Forever, Michael
- 1979 – Off the Wall
- 1982 – Thriller
- 1987 – Bad
- 1991 – Dangerous
- 1995 – HIStory: Past, Present and Future, Book 1
- 2001 – Invincible

### Студийни албуми (с The Jacksons 5)
- Diana Ross Presents The Jackson 5 (1969)
- ABC (1970)
- Third Album (1970)
- Jackson 5 Christmas Album (1970)
- Maybe Tomorrow (1971)
- Lookin' Through the Windows (1972)
- Skywriter (1973)
- Get It Together (1973)
- Dancing Machine (1974)
- Moving Violation (1975)
- The Jacksons (1976)
- Goin' Places (1977)
- Destiny (1978)
- Triumph (1980)
- Victory (1984)

### Концертни албуми (с The Jacksons 5)
- The Jackson 5 in Japan (1973)
- The Jacksons Live! (1981)
- Live at the Forum (2010)

### Компилационни албуми
- 1972 –  A Collection of Michael Jackson's Oldies
- 1975 – The Best Of Michael Jackson
- 1981 – One Day In Your Life
- 1983 – 18 Greatest Hits
- 1983 – 9 Singles Pack
- 1984 – 14 Greatest Hits
- 1984 – Farewell My Summer Love
- 1986 – Anthology
- 1986 – Their Very Best- Back to Back (with Diana Ross, Gladys Knight and Stevie Wonder)
- 1987 – Love Songs (with Diana Ross)
- 1988 – Singles Souvenir Pack
- 1992 – Motown's Greatest Hits
- 1992 – Tour Souvenir Pack
- 1997 – The Best of Michael Jackson and The Jackson 5
- 1997 – Blood On The Dance Floor
- 1999 – The Very Best of Michael Jackson with The Jackson 5
- 2000 – 20th Century Masters- The Millenium Collection: The Best of Michael Jackson
- 2003 – Number Ones
- 2004 – Off The Wall/Thriller
- 2004 – Bad/Dangerous
- 2004 – The Ultimate Collection
- 2005 – The Essential Michael Jackson
- 2006 – Blood on the Dance Floor: HIStory in the Mix/Invincible
- 2006 – Vision:The Video Singles
- 2007 – 50 Best Songs- The Motown Years: Michael Jackson & The Jackson 5 (Les 50 plus belles chansons)
- 2008 – King of Pop
- 2008 – Gold
- 2008 – Dangerous/Dangerous: The Short Films
- 2009 – The Collection
- 2009 – The Definitive Collection
- 2009 – La Légende de la Pop
- 2013 – The Indispensable Collection
- 2013 – The Ultimate Fan Extras Collection
- 2017 – Scream

### Други албуми (ремикс, саундтракове)
- E.T. the Extra-Terrestrial (1982)
- The Michael Jackson Mix (1987)
- Blood on the Dance Floor: HIStory in the Mix (1997)
- Off The Wall – Special Edition (2001)
- Thriller – Special Edition (2001)
- Bad – Special Edition (2001)
- Dangerous – Special Edition (2001)
- Thriller – 25th Anniversary Edition (Thriller 25) (2008)
- The Stripped Mixes (2009)
- The Remix Suite (2009)
- Michael Jackson's This Is It (2009)
- Selections from Michael Jackson's This Is It (2009)
- Immortal (2011)
- Bad – 25th Anniversary Edition (Bad 25) (2012)

### Номер едно в класациятаBillboard Hot 100
- 1972: Ben (1 седмица)
- 1979: Don't Stop 'Til You Get Enough (1 седмица)
- 1980: Rock with You (4 седмици)
- 1983: Billie Jean (7 седмици)
- 1983: Beat It (3 седмици)
- 1983: Say Say Say (6 седмици)
- 1985: We Are The World (4 седмици)
- 1987: I Just Can't Stop Loving You (1 седмица)
- 1987: Bad (2 седмици)
- 1987: The Way You Make Me Feel (1 седмица)
- 1988: Man in the Mirror (2 седмици)
- 1988: Dirty Diana (1 седмица)
- 1991: Black or White (7 седмици)
- 1995: You Are Not Alone (1 седмица)

### Номер едно R&B песни
- 1979: Don't Stop 'Til You Get Enough (5 седмици)
- 1980: Rock with You
- 1983: The Girl Is Mine (3 седмици)
- 1983: Billie Jean (9 седмици)
- 1983: Beat It
- 1987: I Just Can't Stop Loving You
- 1987: Bad
- 1987: The Way You Make Me Feel
- 1988: Man in the Mirror
- 1988: Another Part of Me
- 1991: Remember the Time
- 1991: In the Closet
- 1995: You Are Not Alone (4 седмици)

### Концертни турове
- Bad Tour (1987 – 1989)
- Dangerous World Tour (1992 – 1993)
- HIStory World Tour (1996 – 1997)
- This Is It (2009 – 2010) (Отменен)